# Townshend
Townshend – wieś w Anglii, w Kornwalii. Leży 13 km na wschód od miasta Penzance i 399 km na zachód od Londynu.